# Konstanty Prus
Konstanty Prus (ur. 14 kwietnia 1872 w Wielopolu k. Rybnika, zm. 5 października 1961 w Pszczynie) – polski pisarz, publicysta i działacz narodowy na Górnym Śląsku. 

## Życiorys
Syn rolnika Jakuba i Katarzyny z Marcolów. Przez 8 lat uczył się w niemieckiej szkole ludowej w Golejowie. Następnie pracował w drukarni Majera w Raciborzu, a potem przez cztery lata był górnikiem w kopalni w Mikulczycach. Stamtąd wyjechał do zakładów naukowych prowadzonych przez ojców salezjanów w Turynie, tam ukończył gimnazjum oraz rozpoczął studia filozoficzne i teologiczne, których nie ukończył. Odbył obowiązkową służbę wojskową. Zaczął pracować w dziennikarstwie polskim. Współpracował z wydawnictwem „Katolik” w Bytomiu, redagował kolejno: „Gazetę Opolską”, tygodnik „Kurier Sosnowiecki” i „Nowiny Raciborskie”. W okresie 1901–1904 był autorem artykułów krytykujących politykę germanizacyjną. Od 1903 do 1914 r. ponownie pracował w „Katoliku”. W 1913 r. założył Towarzystwo Kultury Polskiej na Śląsku z siedzibą w Bytomiu. W 1915 r. powołany do wojska niemieckiego, został przydzielony jako tłumacz do starostwa w Częstochowie, gdzie redagował gazetę powiatową. W okresie Plebiscytu, od lutego 1920 r., działał w Polskim Komisariacie Plebiscytowym. Wówczas też całkowicie samodzielnie opracował spis polskich nazw miejscowości Górnego i części Dolnego Śląska. Po III powstaniu śląskim został zatrudniony w Śląskim Urzędzie Wojewódzkim w Katowicach, gdzie organizował i prowadził Bibliotekę Wojewódzką. Współorganizował Towarzystwo Przyjaciół Nauk na Śląsku a także Archiwum Wojewódzkie, w którym pracował aż do przejścia na emeryturę w 1937. W 1922 r. osiadł w Mikołowie, gdzie wydał m.in. dwa zeszyty „Silesianów” oraz w 1925 r. został pierwszym redaktorem „Gazety Mikołowskiej”. W 1927 r. stanął na czele zarządu mikołowskiego Towarzystwa Opieki nad Zabytkami Przeszłości. Był też zastępcą członka Rady Muzealnej Muzeum Śląskiego w Katowicach (1933–1939), członkiem i czasowo przewodniczącym Komitetu Redakcyjnego Bibliografii Śląskiej oraz członkiem Komisji Bibliotecznej Śląskiej Biblioteki Publicznej im. Józefa Piłsudskiego w Katowicach (1937–1939).
W czasie II wojny światowej, za „odmowę podpisania” volkslisty, 7 sierpnia 1943 r. został aresztowany i wywieziony do obozu koncentracyjnego Auschwitz-Birkenau. Dzięki staraniom siostrzenicy, Marii Grim wypuszczony 18 września 1943 r. Do 1950 r. mieszkał przy szpitalu ss. Boromeuszek w Mikołowie. Ostatnie lata życia spędził w domu opieki w Pszczynie, gdzie 5 października 1961 r. zmarł. Pochowany na cmentarzu przy bazylice św. Wojciecha w Mikołowie.

## Publikacje
- Świętobliwa księżniczka Ofka i klasztor Dominikanek w Raciborzu (Bytom 1910)
- Józef Lompa, jego życie i prace (Bytom 1913)
- O walce z pijaństwem na Śląsku za czasów księdza Ficka (Bytom 1914)
- O pierwszych polskich drukarzach i wydawcach na Śląsku Górnym to i owo (Mikołów 1920)
- Spis miejscowości polskiego Górnego Śląska (Bytom 1920)
- Krótki zarys dziejów Górnego Śląska (Mikołów 1920)
- War Oberschlesien deutsch oder polnisch (Opole 1920)
- Das Verhältnis Oberschlesiens zu Polen, Böhmen und Oesterreich. Ein geschichtlicher Überblick (Bytom 1920)
- Jak Prusacy zabrali Śląsko Górne. Kilka przypomnień i uwag (Katowice 1921)
- Silesiana (Mikołów 1923)
- Karol Miarka. Krótki zarys jego życia i pracy. Na 100. rocznicę jego urodzenia (Katowice-Cieszyn 1924)
- Z przeszłości Mikołowa i jego okolicy (Mikołów 1932)
- 25 lat Panewnickiego Klasztoru (Panewnik 1933)
- Piotr Kołodziej, pisarz sztuk teatralnych (Mikołów 1938)
- Spis nazw miejscowości Śląska Opolskiego (Katowice 1939)

## Ordery i odznaczenia
- Krzyż Kawalerski Orderu Odrodzenia Polski (1957)
- Srebrny Krzyż Zasługi (9 listopada 1932)[1]
- Srebrny Wawrzyn Akademicki (4 listopada 1937)[2]
- Medal Dziesięciolecia Odzyskanej Niepodległości (1930)
- Brązowy Medal za Długoletnią Służbę (1938)

## Upamiętnienie
Jego imię nosi jedna z głównych ulic Mikołowa, a w 1994 r. na ścianie kamienicy przy rynku, w której mieściła się Miejska Biblioteka Publiczna, wmurowano tablicę pamiątkową poświęconą Prusowi. Jego imię nadano miejskiej bibliotece w Rybniku.